# Радіоастрономічна лабораторія (Берклі)
Радіоастрономічна лабораторія (англ. Radio Astronomy Lab, RAL) — дослідницький підрозділ організованих у складі відділу астрономії Університету Каліфорнії в Берклі.

## Історія
Радіоастрономічна лабораторія була заснована викладачем Гарольдом Вівером у 1958 році. До 2012 року лабораторія підтримувала радіообсерваторію Гет-Крік поблизу гори Лассен. З 1998 по 2012 рік вона співпрацювала з Інститутом SETI, щоб розробити, побудувати та експлуатувати Масив телескопів Аллена.
Радіоастрономічна лабораторія відіграла центральну роль у створенні кількох радіообсерваторій, зокрема:
- Радіообсерваторія Гет-Крік
- Масив телескопів Аллена[en]
- BIMA[en]
- CARMA[en]
- PAPER

## Наукові інтереси
- Міліметрова інтерферометрія
- Інтерферометрія з наддовгою базою
- Низькочастотна радіоінтерферометрія, орієнтована на спостереження епохи реіонізації
- Пульсари та інші швидкоплинні процеси
- Прилади цифрової обробки сигналів

## Директори
- Карл Гейлз[en] (від 2010)[2]
- Дональд Бекер[en] (2008—2010)
- Лео Бліц (Leo Blitz, 1996—2008)
- Вільям Велч (William Welch, 1972—1996)
- Гарольд Вівер (Harold Weaver, 1958—1972)[3]